# گوروداسپور
گوروداسپور (به لاتین: Gurudaspur) یک منطقهٔ مسکونی در بنگلادش است که در ناحیه ناتوره واقع شده‌است. گوروداسپور ۱۹۹٫۴ کیلومتر مربع مساحت و ۱۷۳٬۲۷۶ نفر جمعیت دارد.